# Hydra shenzhensis
Hydra shenzhensis is een hydroïdpoliepensoort uit de familie van de Hydridae. De wetenschappelijke naam van de soort is voor het eerst geldig gepubliceerd in 2012 door Wang & Deng.